# CrypTool
CrypTool è un software libero e open source di e-learning per Microsoft Windows che illustra i concetti fondamentali della crittografia in via pratica. L'idea è nata nel 1998 alla Technische Universität Darmstadt in Germania. Scritto in C++, è disponibile in inglese, in tedesco, in spagnolo e in polacco. È previsto un porting del programma su Linux usando Qt4. La versione scritta in Java, che prende il nome di JCrypTool, è disponibile da agosto 2007.

## Descrizione
Questo programma oltre a essere uno strumento di crittografia, permette la decrittazione, mediante metodo a forza bruta o metodi crittanalitici (es. analisi delle frequenze) di messaggi cifrati con varie tecniche di crittografia. Alcuni degli algoritmi supportati sono:
- Cifrario di Cesare
- Cifrario di Vigenère
- Playfair
- Crittografia omomorfica
- DES
- Triple DES
- AES
- RSA